# Trogloneta nojimai
Espèce
Synonymes
- Mysmena nojimai Ono, 2010

Trogloneta nojimai est une espèce d'araignées aranéomorphes de la famille des Mysmenidae.

## Distribution
Cette espèce est endémique du Japon. Elle se rencontre dans les préfectures d'Okayama et d'Aichi.

## Description
Le mâle holotype mesure 0,87 mm et la femelle paratype 0,89 mm.

## Étymologie
Cette espèce est nommée en l'honneur de Koichi Nojima.

## Publication originale
- Ono, 2010 : Two new spiders of the family Anapidae and Clubionidae (Arachnida, Araneae) from Japan. Bulletin of the National Museum of Nature and Science Tokyo, sér. A, vol. 36, p. 1-6.